# The Dø
The Dø – francusko-fiński duet rockowej muzyki elektronicznej i muzyki indie powstały w 2007.  Zespół składa się z multiinstrumentalisty-kompozytora Dana Levy oraz wokalistki-muzyka Olivii Bouyssou Merilahti. Nazwa zespołu, wymawiana "the doł", oznacza pierwszą (zangielszczoną) sylabę używaną w solfeżu, oraz koduje pierwsze litery ich imion, z tym, że duńsko-faersko-norweska litera "ø" nie ma tu żadnego znaczenia, natomiast "D" jest zwykle zapisane małą literą, aby przypominało półnutę.
W 2008 wydali debiutancki album A Mouthful, a w 2011 Both Ways Open Jaws.
Olivia Merilahti, która wychowała się i studiowała muzykę w Finlandii (ojciec Francuz, matka Finka), mieszka w Paryżu, w The Dø śpiewa prawie wszystkie utwory po angielsku. The Dø jest pierwszym zespołem francuskim, który osiągnął pierwsze miejsce w sprzedaży swojego albumu muzycznego (A Mouthful) na rynku we Francji, gdzie teksty śpiewano nie po francusku, a po angielsku.

## Dyskografia

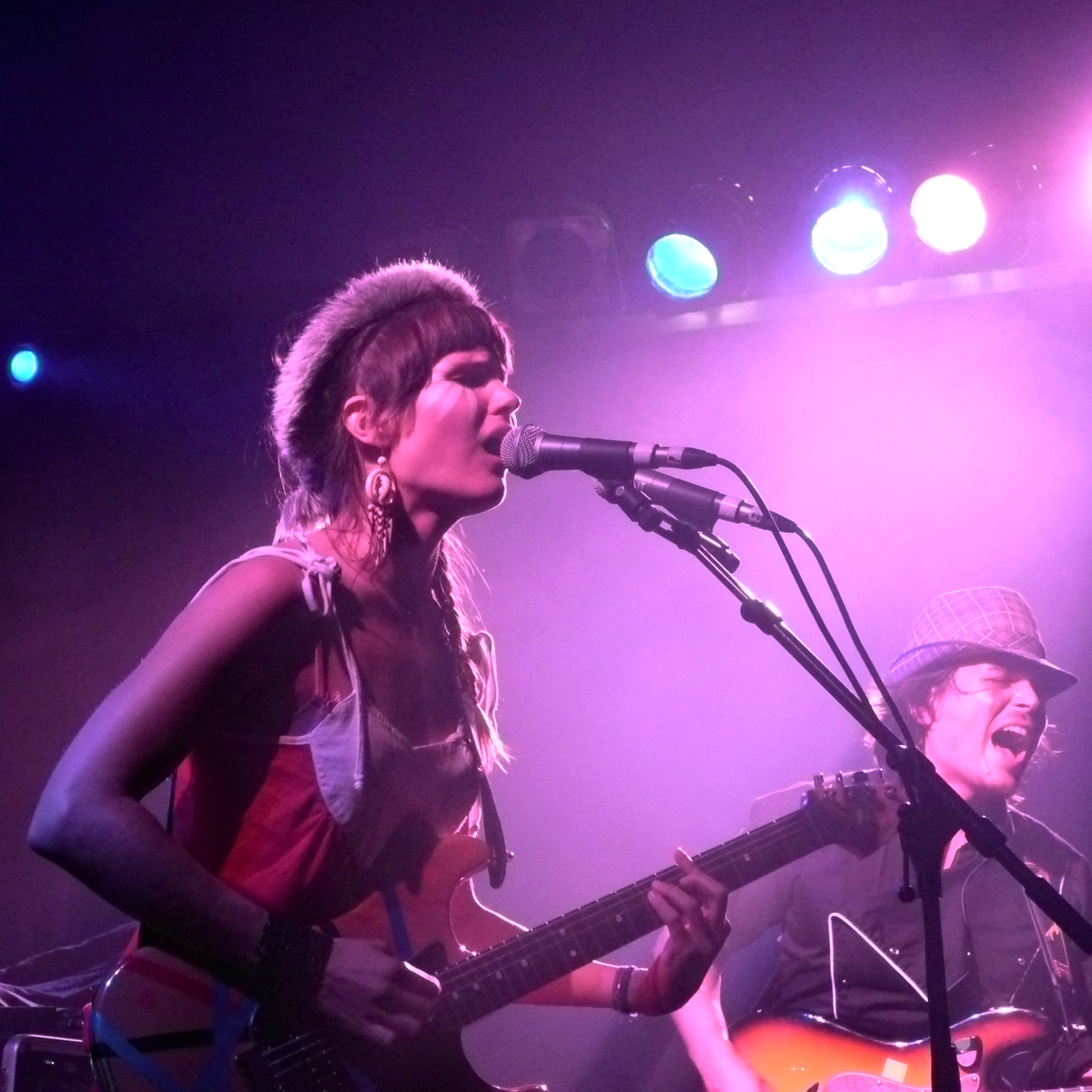
The Dø na scenie w Rouen w 2007

### Albumy
- 2008 (w USA 2010): A Mouthful
- 2011: Both Ways Open Jaws
- 2014: Shake Shook Shaken

### Single
- "On My Shoulders" (2007)
- "At Last!" (2008)
- "Too Insistent" (2011)
- "Keep Your Lips Sealed" (2014)
- "Despair, Hangover & Ecstasy" (2014)
- "Trustful Hands" (2014)
- "Anita!" (2014)
- "Miracles (Back in Time)" (2014)
- "On My Shoulders" (re-release) (2014)
- "Sparks" (2015)